# Laconnex
Laconnex är en ort och kommun i kantonen Genève, Schweiz. Kommunen har 670 invånare (2023).